# Nikola Mišković
Nikola Mišković (in serbo Никола Мишковић?; Toruń, 25 gennaio 1999) è un cestista serbo.
È il figlio di Dejan Mišković, ex cestista.